# Parlamentsvalet i Storbritannien 1892
Parlamentsvalet i Storbritannien 1892 hölls från 4 till 26 juli 1892. I valet fick Conservative Party med Liberal Unionist Party det största antalet mandat, men inte tillräckligt för egen majoritet, eftersom William Gladstones Liberal Party fick många fler mandat än i valet 1886. Trots att de irländska nationalisterna var delade i parnelliter och antiparnelliter stod sig deras andel av rösterna, vilket möjliggjorde för Gladstone att bilda en minoritetsregering med stöd av irländska nationalister. 
| Parti                                         | Röster    | Platser | Förändring | Andel av rösterna (%) |
| --------------------------------------------- | --------- | ------- | ---------- | --------------------- |
| Conservative Party och Liberal Unionist Party | 2 028 586 | 313     | - 80       | 47,0                  |
| Liberal Party                                 | 1 958 598 | 272     | + 80       | 45,1                  |
| Irländska nationalister                       | 291 647   | 81      | - 4        | 7,0                   |
| Independent Labour                            | 22 198    | 3       | + 3        | 0,5                   |
| Independent Conservative                      | 5 556     | 0       |            | 0,1                   |
| Independent Liberal                           | 3 572     | 1       | + 1        | 0,1                   |
| Scottish United Trades Councils Labour Party  | 2 313     | 0       |            | 0,0                   |
| Independent Nationalist                       | 2 180     | 0       |            | 0,0                   |
| Scottish Parliamentary Labour Party           | 1 866     | 0       |            | 0,0                   |

Totalt antal avlagda röster: 4 317 312. Alla partier med mer än 1000 röster visade.